# Mean Talk
《Mean Talk》是香港電視廣播有限公司製作的清談節目，由林盛斌與江美儀主持，每集邀請嘉賓講真話，分享自己娛樂圈裏的經歷及秘聞。節目自2021年6月14日至6月25日香港時間周一至周五22:30到23:30于J2播出。
此節目原本為真人秀節目《大整蠱》第10集中用于戲弄李佳芯所虛構的節目，隨後電視臺認爲此節目可以拍攝，所以才正式開始製作。

## 每集內容
| 集數 | 播映日子 | 嘉賓                                            | 備註        |
| 01   | 6月14日  | 林作、鍾培生                                    | [ 2 ] [ 1 ] |
| 02   | 6月21日  | 余德丞、丁子朗、黃庭鋒、 孔德賢、劉頌鵬、李爾晨 | [ 3 ]       |
| 03   | 6月22日  | 賴慰玲、蔡思貝、何雁詩                          | [ 4 ]       |
| 04   | 6月23日  | 何廣沛、郭子豪、方紹聰                          | [ 5 ]       |
| 05   | 6月24日  | 單立文、滕麗名                                  | [ 6 ]       |
| 06   | 6月25日  | 崔建邦、關嘉敏、吳業坤、謝東閔                  | [ 7 ] [ 8 ] |

## 軼事
第5集，當江美儀告訴好朋友單立文、滕麗名，幾年前她被前夫拋棄後經歷的內心痛苦與煎熬時，單立文伸出援手說︰「我覺得妳在背後承受了很多，當時沒有跟我們說，妳知道嗎？我真的覺得妳怎麼這麼傻，為甚麼要(獨自)承受那麼多事情？妳跟我們說嘛！」盡顯對好友的關懷。

## 節目調動
- 2021年6月15至18日：由於播映《賽馬直擊》，所以暫停播映。

## 外部連結
- Mean Talk - 主頁 - tvb.com （页面存档备份，存于）